# Шевчук Олег Миколайович
Олег Миколайович Шевчук (3 серпня 1969) — заступник Міністра оборони України у 2016—2019 роках, до того обіймав посаду заступника начальника Головного управління внутрішніх військ МВС України. Генерал-лейтенант Збройних Сил України.

## Життєпис
Народився 3 серпня 1969 року в Одесі. У 1986 році закінчив середню школу м. Ізмаїлі, а в 1990 році — Ярославське вище військове фінансове училище.
Службу проходив на посадах: начальника фінансового відділення, начальника фінансової служби, заступника начальника фінансово-економічного управління, начальника фінансово-економічного управління, першого заступника директора Департаменту фінансового забезпечення та бухгалтерського обліку, директора Департаменту фінансів.
З січня 1999 р. — начальник фінансово-економічного відділу фінансово-економічного управління Головного управління внутрішніх військ МВС України.
З лютого 2002 р. — начальник фінансово-економічного управління Головного управління внутрішніх військ МВС України.
У 2004 р. — закінчив Військовий інститут Київського Національного університету ім. Т. Г. Шевченка (заочно).
З листопада 2005 р. — заступник начальника Департаменту — начальник Управління фінансування з інших джерел та пенсійного забезпечення Головного управління внутрішніх військ МВС України.
У серпні 2010 року призначений заступником начальника Головного управління внутрішніх військ МВС України.
У грудні 2010 року отримав чергове військове звання генерал-майора. З серпня 2018 року генерал-лейтенант.
З листопада 2016 року по вересень 2019 на посаді заступника Міністра оборони України.

## Нагороди
- Відзнака МВС України медаль «За сумлінну службу» II ступеня
- Відзнака ГУМВС України в Полтавській області «Знак пошани»
- Відзнака МВС України медаль «За професіоналізм в управлінні» II ступеня
- Відзнака МВС України медаль «За заслуги в розвитку відомчого зв'язку» II ступеня